# Věž Jany z Arku
Věž Jany z Arku, francouzsky tour Jeanne-d'Arc (také donjon nebo Grosse Tour) je pozůstatek rouenského hradu, který nechal vybudovat Filip II. August v roce 1204. Zbytek hradu byl pobořen v roce 1591 na konci náboženských válek.
Jana z Arku byla před upálením na hradě vězněna, ne však v této dochované části. Místo jejího pobytu je označeno na jedné z okolních současných budov.
Věž byla v roce 1840 zařazena mezi historické památky.
V letech 1866–1874 proběhla pod vedením architekta Desmaresta rekonstrukce věže.
Během druhé světové války zde Němci vytvořili bunkr a vybetonovali horní část. V současnosti je stavba přístupná veřejnosti.